# TV3
TV3 je nekdanja slovenska komercialna televizijska postaja.  
24. decembra 1995 je začela oddajati svoj program. 1. novembra 2004 se je program TV3 preimenoval v Prva TV, ki signal oddaja tudi preko satelita Amos v digitalni tehniki. 1. julija 2006 je postajo kupilo švedsko podjetje Modern Times Group (MTG). 1. oktobra 2006 je bila Prva TV preimenovana v TV3.

## Nekdanja lastna produkcija
Oddaje
- Vreme na TV3
- Družinski dvoboj
- Marlena
- Reporter X
- Adijo, pamet
- Prestižno, ekskluzivno
- Hočeš, nočeš
- Navigator Navtika
- Navigator Karavaning
- VIP magazin
- VIP nočna izmena
- Odpeto
- Trenutek resnice

Serije
- B&B Show

Resničnostni šovi
- To sem jaz
- Riba na oko
- Ljubezen na seniku
- Survivor
- Kdo je kuhar?